# Popis putovnica

## Oceanija
- Putovnica Australije
- Putovnica Maršalovih Otoka

## Azija
- Putovnica Afganistana
- Putovnica Bahreina
- Putovnica Bangladeša
- Putovnica Filipina
- Putovnica Hong Konga
- Putovnica Indije
- Putovnica Indonezije
- Putovnica Iraka
- Putovnica Japana
- Putovnica Jemena
- Putovnica Jordana
- Putovnica Južne Koreje
- Putovnica Kambodže
- Putovnica Kazahstana
- Putovnica Kraljevine Tajlanda
- Putovnica Kube
- Putovnica Kuvajta
- Putovnica Libanona
- Putovnica Maldiva
- Putovnica Malezije
- Putovnica Mjanmara
- Putovnica Mongolije
- Putovnica Narodne Republike Kine
- Putovnica Nepala
- Putovnica Omana
- Putovnica Pakistana
- Putovnica Palestinske Narodne Samouprave
- Putovnica Singapura
- Putovnica Sirije
- Putovnica Sjeverne Koreje
- Putovnica Sultanata Brunej
- Putovnica Tadžikistana
- Putovnica Trinidada i Tobaga
- Putovnica Turkmenistana
- Putovnica Turske
- Putovnica Turske Republike Sjeverni Cipar
- Putovnica Ujedinjenih Arapskih Emirata
- Putovnica Uzbekistana

## Afrika
- Putovnica Alžira
- Putovnica Burkine Faso
- Putovnica Burundija
- Putovnica Etiopije
- Putovnica Egipta
- Putovnica Gabona
- Putovnica Južnoafričke Republike
- Putovnica Kameruna
- Putovnica Kenije
- Putovnica Liberije
- Putovnica Mauritanije
- Putovnica Nigerije
- Putovnica Republike Mali
- Putovnica Ruande
- Putovnica Sejšela
- Putovnica Sijera Leonea
- Putovnica Sudana
- Putovnica Tunisa

## Sjeverna i Južna Amerika
- Putovnica Meksika
- Putovnica SAD
- Putovnica Argentine
- Putovnica Bahama
- Putovnica Barbadosa
- Putovnica Dominike
- Putovnica Ekvadora
- Putovnica Gvajane
- Putovnica Haitija
- Putovnica Hondurasa
- Putovnica Jamajke
- Putovnica Kolumbije
- Putovnica Kostarike
- Putovnica Nikaragve
- Putovnica Paname
- Putovnica Paragvaja
- Putovnica Perua
- Putovnica Venezuele
- Putovnica Čilea

## Europa
- Putovnica Abhazije
- Putovnica Armenije
- Putovnica Gruzije
- Putovnica Albanije
- Putovnica Andore
- Putovnica Austrije
- Putovnica Belgije
- Putovnica Bjelorusije
- Putovnica Bosne i Hercegovine
- Putovnica Bugarske
- Putovnica Češke
- Putovnica Cipra
- Putovnica Crne Gore
- Putovnica Estonije
- Putovnica Finske
- Putovnica Francuske
- Putovnica Grčke
- Putovnica Republike Hrvatske
- Putovnica Islanda
- Putovnica Italije
- Putovnica Kosova
- Putovnica Lihtenštajna
- Putovnica Litve
- Putovnica Luksemburga
- Putovnica Latvije
- Putovnica Malte
- Putovnica Mađarske
- Putovnica Moldavije
- Putovnica Monaka
- Putovnica Nizozemske
- Putovnica Njemačke
- Putovnica Norveške
- Putovnica Poljske
- Putovnica Portugala
- Putovnica Pridnjestrovlja
- Putovnica Republike Irske
- Putovnica Rumunjske
- Putovnica Ruske Federacije
- Putovnica San Marina
- Putovnica Sjeverne Makedonije
- Putovnica Slovačke
- Putovnica Slovenije
- Putovnica Srbije
- Putovnica Španjolske
- Putovnica Švedske
- Putovnica Švicarske
- Putovnica Ujedinjenog Kraljevstva
- Putovnica Ukrajine
- Putovnica Vatikana